# Tour de France 1935
Il Tour de France 1935, ventinovesima edizione della Grande Boucle, si svolse in ventuno tappe tra il 4 e il 28 luglio 1935, per un percorso totale di 4 338 km. 
Fu vinto per la prima e unica volta dal passista-scalatore belga Romain Maes. 
Romain Maes, settimo belga vincente al Tour, si aggiudicò la corsa nell'unica volta in cui riuscì ad arrivare a Parigi; nelle altre tre partecipazioni (1934-1936-1939), infatti, si ritirò sempre.
Si trattò della decima edizione in cui a trionfare fu un corridore del Belgio, sei anni dopo l'affermazione di Maurice Dewaele.
Romain Maes terminò le proprie fatiche sulle strade transalpine con il tempo di 141h32'00".
Il vincitore di questa edizione della Grande Boucle, tra l'altro, mantenne la maglia gialla dal termine della prima tappa al termine dell'ultima frazione.
Altra peculiarità del vincitore di questo Tour de France: Romain Maes vinse per distacco sia la prima che l'ultima tappa. 
Memorabile l'impresa sportiva del passista-scalatore italiano Ambrogio Morelli, secondo all'Arrivo parigino pur gareggiando nella categoria degli 'isolati'.
Lo scalatore belga Félicien Vervaecke (per la prima volta sul podio della corsa a tappe francese) terminò nella terza posizione della graduatoria generale.

## Tappe
| Tappa  | Data      | Percorso                                            | km    | Vincitore di tappa | Leader cl. generale |
| ------ | --------- | --------------------------------------------------- | ----- | ------------------ | ------------------- |
| 1ª     | 4 luglio  | Parigi > Lilla                                      | 262   | Romain Maes        | Romain Maes         |
| 2ª     | 5 luglio  | Lilla > Charleville-Mézières                        | 192   | Charles Pélissier  | Romain Maes         |
| 3ª     | 6 luglio  | Charleville-Mézières > Metz                         | 161   | Raffaele Di Paco   | Romain Maes         |
| 4ª     | 7 luglio  | Metz > Belfort                                      | 220   | Jean Aerts         | Romain Maes         |
| 5ª-1ª  | 8 luglio  | Belfort > Ginevra (CHE)                             | 262   | Maurice Archambaud | Romain Maes         |
| 5ª-2ª  | 8 luglio  | Ginevra (CHE) > Évian-les-Bains (Cron. individuale) | 58    | Raffaele Di Paco   | Romain Maes         |
|        | 9 luglio  | giorno di riposo                                    |       |                    |                     |
| 6ª     | 10 luglio | Évian-les-Bains > Aix-les-Bains                     | 207   | René Vietto        | Romain Maes         |
| 7ª     | 11 luglio | Aix-les-Bains > Grenoble                            | 229   | Francesco Camusso  | Romain Maes         |
| 8ª     | 12 luglio | Grenoble > Gap                                      | 102   | Jean Aerts         | Romain Maes         |
| 9ª     | 13 luglio | Gap > Digne-les-Bains                               | 229   | René Vietto        | Romain Maes         |
| 10ª    | 14 luglio | Digne-les-Bains > Nizza                             | 156   | Jean Aerts         | Romain Maes         |
|        | 15 luglio | giorno di riposo                                    |       |                    |                     |
| 11ª    | 16 luglio | Nizza > Cannes                                      | 126   | Romain Maes        | Romain Maes         |
| 12ª    | 17 luglio | Cannes > Marsiglia                                  | 195   | Charles Pélissier  | Romain Maes         |
| 13ª-1ª | 18 luglio | Marsiglia > Nîmes                                   | 112   | Vasco Bergamaschi  | Romain Maes         |
| 13ª-2ª | 18 luglio | Nîmes > Montpellier (Cron. individuale)             | 56    | Georges Speicher   | Romain Maes         |
| 14ª-1ª | 19 luglio | Montpellier > Narbonne                              | 112   | René Le Grevès     | Romain Maes         |
| 14ª-2ª | 19 luglio | Narbonne > Perpignano (Cron. individuale)           | 56    | Maurice Archambaud | Romain Maes         |
| 15ª    | 20 luglio | Perpignano > Luchon                                 | 325   | Sylvère Maes       | Romain Maes         |
|        | 21 luglio | giorno di riposo                                    |       |                    |                     |
| 16ª    | 22 luglio | Luchon > Pau                                        | 194   | Ambrogio Morelli   | Romain Maes         |
|        | 23 luglio | giorno di riposo                                    |       |                    |                     |
| 17ª    | 24 luglio | Pau > Bordeaux                                      | 224   | Julien Moineau     | Romain Maes         |
| 18ª-1ª | 25 luglio | Bordeaux > Rochefort                                | 158   | René Le Grevès     | Romain Maes         |
| 18ª-2ª | 25 luglio | Rochefort > La Rochelle (Cron. individuale)         | 33    | André Leducq       | Romain Maes         |
| 19ª-1ª | 26 luglio | La Rochelle > La Roche-sur-Yon                      | 81    | René Le Grevès     | Romain Maes         |
| 19ª-2ª | 26 luglio | La Roche-sur-Yon > Nantes (Cron. individuale)       | 95    | Jean Aerts         | Romain Maes         |
| 20ª-1ª | 27 luglio | Nantes > Vire                                       | 220   | René Le Grevès     | Romain Maes         |
| 20ª-2ª | 27 luglio | Vire > Caen (Cron. individuale)                     | 55    | Ambrogio Morelli   | Romain Maes         |
| 21ª    | 28 luglio | Caen > Parigi                                       | 221   | Romain Maes        | Romain Maes         |
| Totale | Totale    | Totale                                              | 4 338 |                    |                     |

## Squadre e corridori partecipanti
| N.      | Cod. | Squadra      |
| ------- | ---- | ------------ |
| 1-8     | BEL  | Belgio       |
| 9-16    | ITA  | Italia       |
| 17-24   | ESP  | Spagna       |
| 25-32   | DEU  | Germania     |
| 33-40   | FRA  | Francia      |
| 51-74   | IND  | Indipendente |
| 101-130 | -    | Cicloturisti |

## Resoconto degli eventi
Al Tour de France 1935 parteciparono 93 corridori, dei quali 46 giunsero a Parigi.
Romain Maes conquistò la maglia gialla al termine della prima tappa, da lui vinta in volata e la indossò fino all'arrivo finale in Parigi; fu il terzo corridore della storia a indossare il simbolo del primato per tutte le tappe previste: prima di lui avevano centrato questa impresa soltanto l'italiano Ottavio Bottecchia nel 1924 e il lussemburghese Nicolas Frantz nel 1928. Lo stesso Romain Maes e il francese René Le Grevès furono i corridori che vinsero più frazioni (quattro ciascuno) al Tour 1935.
Gustave Danneels, Antonin Magne e Jules Merviel, in fuga durante la dodicesima tappa, furono investiti da un camion riportando gravi ferite, ma riuscirono a salvarsi. La corsa fu funestata dalla morte dello spagnolo Francisco Cepeda lungo la discesa del colle del Galibier.
In questa edizione i corridori individuali potevano essere arruolati dalle formazioni nazionali in caso di abbandono o infortunio di uno dei titolari.
Per la prima volta, Henri Desgrange inserì sei tappe  cronometro: 360 km in tutto.

## Classifiche finali

### Classifica generale - Maglia gialla
| Pos. | Corridore          | Squadra      | Tempo      |
| ---- | ------------------ | ------------ | ---------- |
| 1    | Romain Maes        | Belgio       | 141h32'00" |
| 2    | Ambrogio Morelli   | Italia       | a 17'52"   |
| 3    | Félicien Vervaecke | Indipendente | a 24'06"   |
| 4    | Sylvère Maes       | Indipendente | a 35'24"   |
| 5    | Jules Lowie        | Indipendente | a 51'26"   |
| 6    | Georges Speicher   | Francia      | a 54'29"   |
| 7    | Maurice Archambaud | Francia      | a 1h09'28" |
| 8    | René Vietto        | Francia      | a 1h21'03" |
| 9    | Gabriel Ruozzi     | Cicloturisti | a 1h34'02" |
| 10   | Oskar Thierbach    | Germania     | a 1h40'39" |

### Classifica scalatori
| Pos. | Corridore          | Squadra      | Punti |
| ---- | ------------------ | ------------ | ----- |
| 1    | Félicien Vervaecke | Indipendente | 118   |
| 2    | Sylvère Maes       | Indipendente | 92    |
| 3    | Gabriel Ruozzi     | Cicloturisti | 70    |